# Bradok (obwód witebski)
Bradok (biał. Брадок; ros. Бродок, Brodok) – wieś na Białorusi, w obwodzie witebskim, w rejonie dokszyckim, w sielsowiecie Biehomla. W 2009 roku liczyła 20 mieszkańców.